# Alberto (raper)
Alberto, właśc. Alberto Simao (ur. 7 lipca 1993 w Moskwie) – polski raper oraz freak fighter pochodzenia angolskiego. Były członek wytwórni #GM2L, należącej do Malika Montany i Diha. Aktualny członek wytwórni Miejska Jungla. Jego najpopularniejszy utwór „Dwutakt” został odtworzony ponad 45 milionów razy na Spotify oraz ponad 40 milionów w serwisie YouTube. Singiel otrzymał czterokrotnie certyfikat platynowej płyty w Polsce.

## Życiorys
Simao zaczął rapować w 2011 r. pod pseudonimem Opete, jednak nie udało mu się zdobyć większego rozgłosu w tamtym okresie.
15 maja 2020 r. już jako Alberto wziął udział w akcji #hot16challenge. Alberto poznał się z raperem Malikiem Montaną na planie teledysku do utworu „Kokaina”. Montana zaoferował mu kontrakt do jego wytwórni GM2L, do której Simao zgodził się dołączyć. Alberto zadebiutował 20 maja w GM2L gościnnym udziałem w piosence „Rundki” Malika Montany wraz z Dihem i Bibicem. Utwór potem pokrył się podwójną platynową płytą. 6 października Simao wydał swój debiutancki solowy singiel „Dwutakt”, piosenka stała się wielkim hitem i została odtworzona ponad 60 milionów razy w różnych serwisach. Utwór pokrył się platyną 10 lutego 2021 r. 24 listopada wydał kolejny singiel „Czarny charakter”. Utwór 11 sierpnia 2021 r. uzyskał certyfikat złota.
2 kwietnia 2021 r. wraz z Malikiem Montaną i Josefem Bratanem wystąpił gościnnie w piosence Dj.Frodo – „Kawasaki”. Piosenka otrzymała certyfikat platyny. 21 kwietnia Alberto wydał utwór promujący galę KSW 60 i zawodnika MMA Izu Ugonoh'a; Serce Lwa. 26 maja wystąpił gościnnie w utworze Z.B.U.K.A „Hustle Hustle”. 4 czerwca Simao wydał singel „Strzał”. 11 czerwca wystąpił gościnnie w piosence „Trabajo” od Mr. Polska. 6 sierpnia pojawił się gościnnie w singlu „Czarne BMW” od rapera; Francuz Mordo. 26 sierpnia razem ze swoim bratem, Josefem Bratanem wydał utwór „Z bratem zarabiam papier”. Teledysk do utworu został wyświetlony ponad 12 milionów razy. 29 sierpnia razem z Bratanem i Bibicem wystąpił gościnnie w utworze Diha „Szyby”. 17 września razem z raperem z Niemiec Mortelem wydał utwór „International”. 12 listopada wydał singiel „Wóz albo przewóz”. 26 listopada zremiksował utwór „Bando Love Story” od doubleS, p3 i Enakima. 10 grudnia wydał singiel „Mały gnój”.

## Życie prywatne
Jego bratem jest raper Josef Bratan, a siostrą trenerka personalna Jessica Kusz.  
W 2023 roku zagrał w filmie Akademia pana Kleksa postać Alladyna. 

### Kontrowersje
7 października 2020 r. Alberto został zatrzymany i aresztowany na niemieckiej granicy. 25 sierpnia 2021 r. został prawie postrzelony podczas kręcenia teledysku do utworu „Z bratem zarabiam papier”.

## Dyskografia

### Albumy
| Rok  | Album                                                                                           | Pozycja na liście | Certyfikat              | Sprzedaż       |
| Rok  | Album                                                                                           | POL               | Certyfikat              | Sprzedaż       |
| ---- | ----------------------------------------------------------------------------------------------- | ----------------- | ----------------------- | -------------- |
| 2023 | Smak wakacji - Wydany: 16 października 2023 - Wytwórnia: Miejska Jungla - Format: LP, streaming |                   | - ZPAV: platynowa płyta | - POL: 30 000+ |

### Minialbumy
| Rok  | Album                                                                                      | Pozycja na liście | Certyfikat              | Sprzedaż       |
| Rok  | Album                                                                                      | POL               | Certyfikat              | Sprzedaż       |
| ---- | ------------------------------------------------------------------------------------------ | ----------------- | ----------------------- | -------------- |
| 2022 | Miejska Jungla - Wydany: 22 kwietnia 2022 - Wytwórnia: GM2L - Format: CD, digital download | 4                 | - ZPAV: platynowa płyta | - POL: 30 000+ |

### Single
| Rok  | Tytuł | Certyfikat                 | Album                         |
| ---- | --- | -------------------------- | ----------------------------- |
| 2020 | „Dwutakt”                                                                                                 | - ZPAV: 4× platynowa płyta | Miejska Jungla                |
| 2020 | „Czarny charakter”                                                                                        | - ZPAV: złota płyta        | Asymetria (ścieżka dźwiękowa) |
| 2021 | „Strzał”                                                                                                  | - ZPAV: złota płyta        | Miejska Jungla                |
| 2021 | „Z bratem zarabiam papier” (gościnnie: Josef Bratan)                                                      | - ZPAV: 2× platynowa płyta | Miejska Jungla                |
| 2021 | „International” (oraz Mortel)                                                                             |                            | singiel niealbumowy           |
| 2021 | „Wóz albo przewóz”                                                                                        | - ZPAV: złota płyta        | Miejska Jungla                |
| 2022 | „La Manga” (gościnnie: Josef Bratan)                                                                      | - ZPAV: diamentowa płyta   | Smak wakacji                  |
| 2022 | „Cudowna”                                                                                                 | - ZPAV: platynowa płyta    | Smak wakacji                  |
| 2023 | „Cartier” (oraz Malik Montana, Kronkel Dom, Josef Bratan)                                                 | - ZPAV: platynowa płyta    |                               |
| 2023 | „Gaz i benzyna” (oraz Malik Montana, Diho, Francuz Mordo, Kazar, NATE, Kazior, Kronkel Dom, Josef Bratan) | - ZPAV: złota płyta        | GM2L Mixtape                  |
| 2023 | „Beztroski czas” (gośc. Bedoes)                                                                           |                            |                               |
| 2024 | „Papieros (Remix)”                                                                                        | - ZPAV: złota płyta        |                               |

Występy gościnne
| Rok  | Tytuł                                                                         | Certyfikat                 | Album                   |
| ---- | ----------------------------------------------------------------------------- | -------------------------- | ----------------------- |
| 2020 | „Rundki” – Malik Montana (gościnnie Diho, Alberto, Bibič)                     | - ZPAV: 3× platynowa płyta | singiel niealbumowy     |
| 2021 | „Kawasaki” – Dj.Frodo (gościnnie: Malik Montana, Alberto, Josef Bratan)       | - ZPAV: platynowa płyta    | singiel niealbumowy     |
| 2021 | „Hustle Hustle” – Z.B.U.K.U (gościnnie: Alberto)                              |                            | Człowiek                |
| 2021 | „Trabajo” – Mr. Polska (gościnnie: Alberto)                                   |                            | Make Money & Crash Cars |
| 2021 | „Czarne BMW” – Francuz Mordo (gościnnie: Alberto)                             | - ZPAV: złota płyta        | singiel niealbumowy     |
| 2021 | „Szyby” – Diho (gościnnie: Alberto, Josef Bratan, Bibič)                      | - ZPAV: platynowa płyta    | singiel niealbumowy     |
| 2021 | „Free$tyle” – Deemz (gościnnie: Malik Montanta, Alberto, Josef Bratan, Bibič) |                            | Sauce                   |

## Walki freak show fight

### MMA
31 stycznia 2022 podczas drugiej konferencji do gali High League 2, został ogłoszony jako nowy nabytek federacji High League. 14 kwietnia 2022 organizacja ogłosiła, że walką wieczoru gali nr 3 będzie starcie pomiędzy Alberto Simao oraz youtuberem, Marcinem Dubielem. 4 czerwca 2022 w debiucie w formule MMA odniósł pierwsze zwycięstwo, gdzie pokonał Dubiela jednogłośną decyzją sędziowską po trzech zdominowanych rundach. 
17 września 2022 podczas gali High League 4 zostało ogłoszone starcie Alberto z Pawłem „Tyborim" Tyburskim na przyszłą galę High League 5, która odbyła się 10 grudnia 2022 w łódzkiej Atlas Arenie. Alberto przegrał walkę w drugiej rundzie przez techniczny nokaut.
8 lutego 2025 na gali Fame 24 wziął udział w turnieju Underground Championship w wadze open (bez limitu kg). Formułą turnieju były zasady MMA, jednak walka w parterowej pozycji mogła trwać tylko 15 sekund, po czym zostanie przeniesiona do stójkowej pozycji. Dodatkowo zawodnicy zamiast walki w oktagonie walczyli na specjalnej arenie w tzw. „basenie”. Pierwotnie Alberto miał nie walczyć na tym wydarzeniu, jednak wszedł na zastępstwo za Kamila „Taazy'ego" Mataczyńskiego. Simao w pierwszym etapie ćwierćfinałowym zawalczył z Krzysztofem „Malichą” Maliszewskim, którego znokautował kopnięciem na wątrobę w pierwszej rundzie. W ćwierćfinałowej walce zmierzył się z bokserem, Oskarem Wierzejskim, którego znokautował kopnięciem na głowę, tym przechodząc do finału turnieju. W ostatnim etapie finałowym stoczył starcie z Gracjanem Szadzińskim, którego znokautował kopnięciami na wątrobę i wygrał turniej Underground Championship.
Podczas wydarzenia Fame 25: Revolution, które odbyło się 5 kwietnia 2025 w częstochowskiej Hali Sportowej, zawalczył ze zwycięzcą turnieju w "klatce rzymskiej", Kamilem „Taazy'm” Mataczyńskim Simao po ostatnich udanych występach w oktagonie zaczął utożsamiac się pod pseudonimem „Afrykańska Maczeta”.  W stawce pojedynku federacja Fame MMA postawiła nowo utworzony pas mistrzowski GOAT (Greatest of All Time), mający określenie „najlepszy w historii”. Pod koniec drugiej rundy pojedynek został przerwany przez atak na Taazy'ego będącego w narożniku Afrykańskiej Maczety, Josefa Bratana. W wyniku tego incydentu Alberto został zdyskwalifikowany.

### Kick-boxing
Alberto podczas debiutu w federacji Fame MMA zmierzył się w kick-bokserskiej walce na zasadach K-1 z raperem, Jakubem „Kubańczykiem" Flasem. Walka odbyła się w 21 lipca 2023 roku we wrocławskiej Hali Stulecia podczas gali Fame Friday Arena 1. Pierwotnie do pojedynku raperów miało dojść 17 czerwca 2023 na gali High League 7: Grand Prix w krakowskiej Tauron Arenie, jednak wydarzenie zostało odwołane. Po bliskiej batalii przegrał kontrowersyjnym werdyktem niejednogłośnie na punkty. Dwóch punktujących sędziów wskazało zwycięstwo Kubańczyka, zaś jeden na wygraną Alberto.
W drugim występie dla Fame MMA, który stoczył 2 września 2023 podczas gali nr 19 w krakowskiej Tauron Arenie, zmierzył się w rewanżowym pojedynku z Pawłem Tyburskim. Tym razem to starcie odbyło się w formule kick-bokserskiej, jednak rywal ponownie okazał się lepszy, nokdaunując rapera, który został wyliczony przez sędziego ringowego.
Podczas wydarzenia Fame 26: Gold, które odbyło się 12 lipca 2025 w warszawskim Studiu ATM, wziął udział w Golden Tournament w wadze ciężkiej. Formułą turnieju były zasady K-1 w rękawicach do MMA. Główną nagrodą dla zwycięzcy całego turnieju był milion złotych w sztabkach złota. Simao w pierwszym etapie ćwierćfinałowym zmierzył się z Normanem Parke'em. Po dwóch wyrównanych rundach i zaplanowanej dogrywce lekarz wycofał zawodnika z Irlandii Północnej z dalszej rywalizacji z powodu urazu oka, co skutkowało awansem Alberto do następnego etapu. W półfinale zmierzył się z Denisem Labrygą, jednak pojedynek został przerwany już w pierwszej rundzie z powodu kontuzji nogi, której doznał Simao. Nie był on zdolny do kontynuowania walki, a zwycięstwo przez techniczny nokaut przyznano Labrydze.